# Eleições gerais em Palau em 2008
As eleições gerais palauenses de 2008 foram realizadas em 4 de novembro.

## Presidenciais
O vencedor foi Johnson Toribiong, com 51,12% dos votos